# 青森県道239号藤崎停車場線
青森県道239号藤崎停車場線（あおもりけんどう239ごう ふじさきていしゃじょうせん）は、青森県南津軽郡藤崎町を通る一般県道である。

## 概要
JR五能線 藤崎駅から国道339号に至る約400mほどの短距離路線である。

### 路線データ
- 起点：藤崎停車場[1]
- 終点：国道三三九号交点（南津軽郡藤崎町）[1]

## 歴史
- 1961年（昭和36年）2月10日 - 県道に認定される[1]。

## 地理

### 交差する道路
- 国道339号（終点）

### 沿線の施設など
- JR五能線 藤崎駅
- 藤崎郵便局
- 藤崎町立藤崎小学校
- 藤崎町図書館大夢